# Платено присъствие
Платено присъствие (на английски: Paid inclusion) е продукт на маркетинга чрез търсачките, при който дадена компания, собственик на търсачка, начислява такси за присъствието на определени уебсайтове в своите индекси за търсене. Тази практика, позната още като спонсорирани списъци (на английски: sponsored listings), се предлага от повечето търсачки, като за отбелязване е и търсачката Google.
Структурата на цената на платеното присъствие е едновременно филтър срещу прекомерни заявки за включване и генератор на приходи. Обикновено таксата покрива годишен абонамент за една уебстраница, която автоматично се каталогизира редовно. Въпреки това, някои компании експериментират с таксуване, което не включва абонамент но при което в платените списъци страницата се показва постоянно. Може да бъде въведено и плащане на клик. Политиката на всяка търсачка е различна. Много търсачки като Yahoo!, комбинират платеното присъствие (със заплащане за страница и за клик) с резултати от съдържателното обхождане на уеб (обходена страница - такава, която е била индексирана от „паяка“ на търсачката). Други като Google (както и Ask.com считано от 2006 година) не приемат заплащане от уебмастърите за включване в списъците на техните търсачки, а рекламите се показват отделно и са обозначени като такива.
Някои противници на платеното присъствие твърдят, че то е причина при дадено търсене да се връщат резултати, базирани в по-голяма степен на икономическите възможности за отстояване интересите на уебсайта и в по-малка степен – на релевантността на съдържанието му за крайния потребител.
Често се спори за границата между Pay per Click рекламата и платеното присъствие. Някои защитават, че тъкмо заплащането за включване в списъци квалифицира платеното присъствие като реклама, докато техните противници настояват, че това не са точно реклами, след като уебмастърите нямат контрол върху съдържанието на списъците, ранжирането или дори върху това дали биват показвани на който и да е потребител. Преимущество на платеното присъствие е това, че услугата позволява на собствениците на сайтовете да посочат определен режим на обхождане на страниците. В най-общ план, собственикът на сайта няма контрол върху това дали негова страница ще бъде обходена и/или добавена към индекса на дадена търсачка. Услугата платено присъствие се оказва особено удобна в случаите, когато страниците динамично се генерират и съдържанието им често се актуализира.
Само по себе си платеното присъствие е продукт на маркетинга чрез търсачки, но също така и инструмент на оптимизацията за търсачки, тъй като експерти и фирми правят опити с различни подходи за подобряване на ранжирането си и да виждат резултатите често за броени дни, вместо да чакат седмици или месеци. Знанието, придобито по този начин, може да бъде използвано за оптимизирането на други уебстраници без да се плаща на компанията-търсачка.